# Rue Sartoris
La rue Sartoris est une voie de communication située à La Garenne-Colombes, dans le département des Hauts-de-Seine, en France.

## Situation et accès

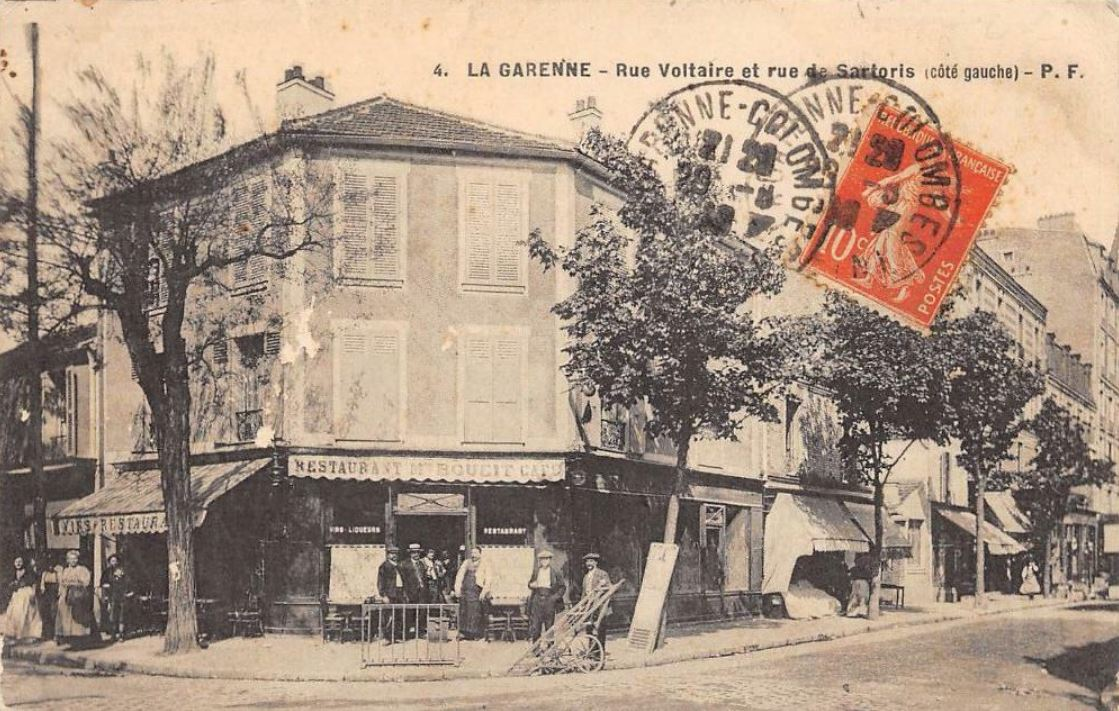
La rue Voltaire à l'angle de la rue Sartoris. Carte postale expédiée au début du XXe siècle.

Cette rue commence à la rue Kléber, parallèle à la route départementale 992. Elle traverse tout d'abord l'avenue du Général-de-Gaulle, au carrefour de l'avenue Joffre.
Continuant de façon rectiligne dans la direction de l'est, elle rencontre la rue Voltaire.
Elle traverse par la suite le rond-point de Valpaços, où convergent aussi la rue de l'Aigle, la rue de Plaisance et la rue d'Estienne-d'Orves.

## Origine du nom
Cette rue tient son nom du banquier Pierre-Urbain Sartoris, qui acquit la Garenne de Colombes en 1820.

## Historique

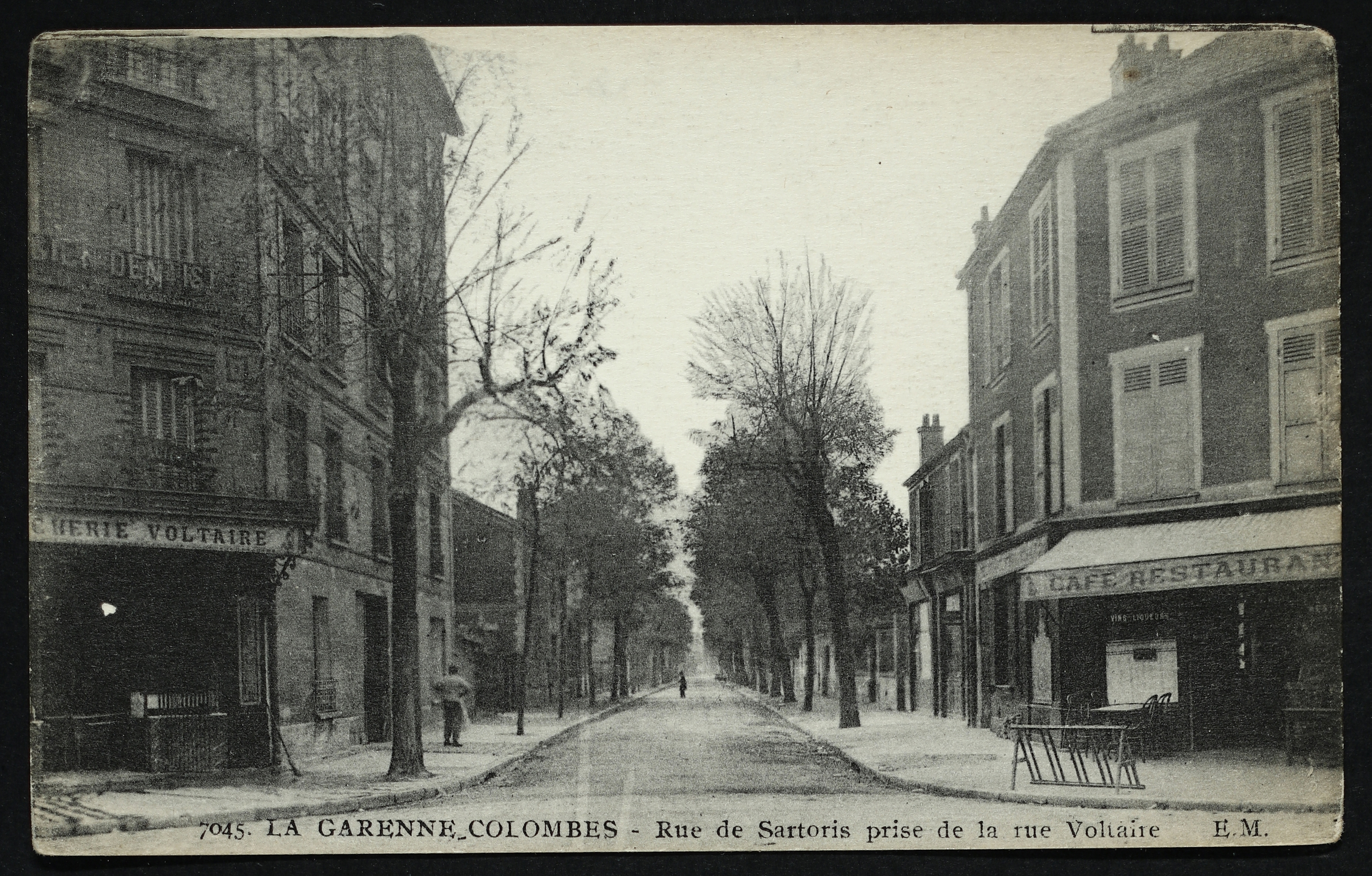
Rue Sartoris vue de la rue Voltaire.

Lors du décès de Pierre-Urbain Sartoris en 1833, ses six enfants ne parviennent pas à se mettre d’accord avec les descendants du marquis de L’Aigle sur le partage des terrains de la Garenne de Colombes. Le domaine est  morcelé pour y créer un village, les lots sont vendus aux enchères. On donna alors le nom de leur père à une des voies nouvellement créées.

## Bâtiments remarquables et lieux de mémoire
- Garenne de Colombes ;
- Parc Victor-Roy ;
- L'horticulteur François Fontaine y mourut à son domicile en 1897 [3];
- Gabriel-Émile Lanvin, un des frères de la couturière Jeanne Lanvin, y vécut à la fin du XIXe siècle[4].